# Emotion (Martina McBride)
Emotion è il sesto album in studio della cantante country statunitense Martina McBride, pubblicato il 14 settembre 1999.

## Tracce
1. Do What You Do – 3:26
2. Anything's Better Than Feelin' the Blues – 3:01
3. I Love You – 2:52
4. Make Me Believe – 3:50
5. Love's the Only House – 5:13
6. There You Are – 3:26
7. It's My Time – 3:35
8. I Ain't Goin' Nowhere – 3:48
9. Anything and Everything – 3:44
10. From the Ashes – 4:38
11. Goodbye – 4:06
12. This Uncivil War – 5:07

Traccia aggiunta nella versione internazionale
1. For the Love of a Woman – 3:56

## Classifiche

### Classifiche settimanali
| Classifica (1999) | Posizione massima |
| ----------------- | ----------------- |
| Stati Uniti       | 19                |

### Classifiche di fine anno
| Classifica (2000) | Posizione |
| ----------------- | --------- |
| Stati Uniti       | 185       |